# Hisae Iwaoka
Hisae Iwaoka (岩岡ヒサエ, née le 17 juillet 1976) est une dessinatrice japonaise de manga.

## Œuvres
Disponibles en français :
- La Cité Saturne
- Yumenosoko
- Hana-bôro